# Kup Zagrebačkog nogometnog saveza 2002./03.
Kup Zagrebačkog nogometnog saveza za sezonu 2002./03. je igran od rujna 2002. do svibnja 2003. godine 
 U kupu nastupaju klubovi s područja Grada Zagreba, a pobjednik i finalist natjecanja natjecanja su stekli pravo nastupa u pretkolu Hrvatskog kupa u sezoni 2003./04. 

Kup je osvojilo Croatia iz Sesveta, pobijedivši u završnici Lučko.

## Sudionici
U natjecanju je sudjelovalo 47 klubova, prikazani prema pripadnosti ligama u sezoni 2002./03. 
| 2. HNL – Zapad-Jug (II.) - Croatia Sesvete 3. HNL – Središte (III.) - Dragovoljac Hrašće (Hrašće Turopoljsko) - Lokomotiva Zagreb - Lučko - Trnje Zagreb - Vrapče Zagreb - ZET Zagreb | 1. Zagrebačka liga (IV.) - Concordia Zagreb - Dinamo Odranski Obrež - Dubrava Zagreb - Ivanja Reka - Maksimir Zagreb - Mala Mlaka - Mladost Buzin - Odra - Ponikve Zagreb - Rudeš Zagreb - Sava Jakuševec (Zagreb) - Sava Zagreb - Sloga Zagreb - Špansko Zagreb - Tekstilac-Ravnice Zagreb - Trešnjevka Zagreb | 2. Zagrebačka liga (V.) - Čehi Kapra (Gornji Čehi) - HAŠK Zagreb - Jarun Zagreb - Kašina - Mladost Donji Dragonožec - Podsused Zagreb - Polet Sveta Klara (Zagreb) - Prečko Zagreb - Prigorje Markuševec (Zagreb) - Prigorje Žerjavinec - RIZ Odašiljači Zagreb - Studentski grad Zagreb - Šparta Elektra Zagreb - Zelengaj Zagreb | 3. Zagrebačka liga (VI.) - Blato Zagreb - Botinec Zagreb - Brezovica - Crni biseri Zagreb - Čulinec Zagreb - DŠNA Zagreb - Kustošija Zagreb - Nur Zagreb - Omladinac Odranski Strmec - Sesvetski Kraljevec (Sesvete) |

## Rezultati

### 1. kolo
Igrano 11. i 12. rujna 2002. 
| klub1                     | klub2                         | rez.           |                                                |
| ------------------------- | ----------------------------- | -------------- | ---------------------------------------------- |
| Blato Zagreb              | Polet Sveta Klara (Zagreb)    | 4:1            |                                                |
| Brezovica                 | Botinec Zagreb                | 4:2            |                                                |
| DŠNA Zagreb               | Čulinec Zagreb                | 2:1            |                                                |
| HAŠK Zagreb               | Šparta Elektra Zagreb         | 4:3            |                                                |
| Jarun Zagreb              | Mladost Donji Dragonožec      | 10:1           |                                                |
| Kašina                    | Sesvetski Kraljevec (Sesvete) | 4:4 (3:0 11 m) | Kašina prošla boljim izvođenjem jedanaesteraca |
| Kustošija Zagreb          | Prečko Zagreb                 | 1:3            |                                                |
| Omladinac Odranski Strmec | Čehi Kapra (Gornji Čehi)      | 4:2            |                                                |
| Podsused Zagreb           | Studentski grad Zagreb        | 4:1            |                                                |
| Prigorje Žerjavinec       | Nur Zagreb                    | 3:0            |                                                |
| RIZ Odašiljači Zagreb     | Prigorje Markuševec (Zagreb)  | 3:2            |                                                |
| Zelengaj Zagreb           | Crni biseri Zagreb            | 3:4            |                                                |

### 2. kolo
Igrano 25. i 26. rujna 2002. 
| klub1                    | klub2                   | rez.           |                                                 |
| ------------------------ | ----------------------- | -------------- | ----------------------------------------------- |
| Blato Zagreb             | Ponikve Zagreb          | 1:9            |                                                 |
| Crni biseri Zagreb       | Concordia Zagreb        | 0:6            |                                                 |
| Dinamo Odranski Obrež    | Podsused Zagreb         | 9:0            |                                                 |
| Dubrava Zagreb           | Rudeš Zagreb            | 2:0            |                                                 |
| Jarun Zagreb             | HAŠK Zagreb             | 5:0            |                                                 |
| Kašina                   | Špansko Zagreb          | 4:2            |                                                 |
| Mala Mlaka               | DŠNA Zagreb             | 5:0            |                                                 |
| Mladost Buzin            | Maksimir Zagreb         | 1:1 (4:3 11 m) | Mladost prošla boljim izvođenjem jedanaesteraca |
| Prečko Zagreb            | Sava Jakuševec (Zagreb) | 3:1            |                                                 |
| RIZ Odašiljači Zagreb    | Sloga Zagreb            | 0:5            |                                                 |
| Sava Zagreb              | Ivanja Reka             | 5:1            |                                                 |
| Tekstilac-Ravnice Zagreb | Brezovica               | 5:1            |                                                 |
| Trešnjevka Zagreb        | Prigorje Žerjavinec     | 7:1            |                                                 |
| Odra                     | Odra                    | Odra           | slobodni                                        |

### 3. kolo
Igrano 9. listopada 2002. 
| klub1            | klub2                    | rez.           |                                               |
| ---------------- | ------------------------ | -------------- | --------------------------------------------- |
| Concordia Zagreb | Jarun Zagreb             | 1:1 (2:4 11 m) | Jarun prošao boljim izvođenjem jedanaesteraca |
| Mala Mlaka       | Tekstilac-Ravnice Zagreb | 3:1            |                                               |
| Mladost Buzin    | Kašina                   | 1:3            |                                               |
| Ponikve Zagreb   | Dinamo Odranski Obrež    | 2:1            |                                               |
| Prečko Zagreb    | Dubrava Zagreb           | 1:7            |                                               |
| Sava Zagreb      | Trešnjevka Zagreb        | 2:4            |                                               |
| Sloga Zagreb     | Odra                     | 4:2            |                                               |

### 4. kolo
Igrano 23. i 29. listopada 2002. 
| klub1                                   | klub2                        | rez.                         |                                                    |
| --------------------------------------- | ---------------------------- | ---------------------------- | -------------------------------------------------- |
| Dragovoljac Hrašće (Hrašće Turopoljsko) | Sloga Zagreb                 | 3:0                          |                                                    |
| Dubrava Zagreb                          | Croatia Sesvete              | 0:6                          |                                                    |
| Kašina                                  | Mala Mlaka                   | 2:4                          |                                                    |
| Lokomotiva Zagreb                       | Trnje Zagreb                 | 1:1 (5:4 11 m)               | Lokomotiva prošla boljim izvođenjem jedanaesteraca |
| Lučko                                   | Vrapče Zagreb                | 1:0                          |                                                    |
| ZET Zagreb                              | Trešnjevka Zagreb            | 4:0                          |                                                    |
| Jarun Zagreb, Ponikve Zagreb            | Jarun Zagreb, Ponikve Zagreb | Jarun Zagreb, Ponikve Zagreb | slobodni                                           |

### Četvrtzavršnica
Igrano 30. travnja 2003.
| klub1           | klub2                                   | rez.           |                                                    |
| --------------- | --------------------------------------- | -------------- | -------------------------------------------------- |
| Croatia Sesvete | Lokomotiva Zagreb                       | 4:1            |                                                    |
| Lučko           | Dragovoljac Hrašće (Hrašće Turopoljsko) | 2:1            |                                                    |
| Mala Mlaka      | ZET Zagreb                              | 1:1 (5:4 11 m) | Mala Mlaka prošla boljim izvođenjem jedanaesteraca |
| Ponikve Zagreb  | Jarun Zagreb                            | 2:0            |                                                    |

### Poluzavršnica
Igrano 14. svibnja 2003.
| klub1           | klub2      | rez. |  |
| --------------- | ---------- | ---- |  |
| Croatia Sesvete | Mala Mlaka | 4:1  |  |
| Ponikve Zagreb  | Lučko      | 2:3  |  |

### Završnica
Igrano 29. svibnja 2003.
| klub1           | klub2 | rez. |                                      |
| --------------- | ----- | ---- | ------------------------------------ |
| Croatia Sesvete | Lučko | 4:1  | Croatia Sesvete pobjednik Kupa ZNS-a |

## Poveznice
- Zagrebački nogometni savez
- Kup Zagrebačkog nogometnog saveza